# Camp Warehouse

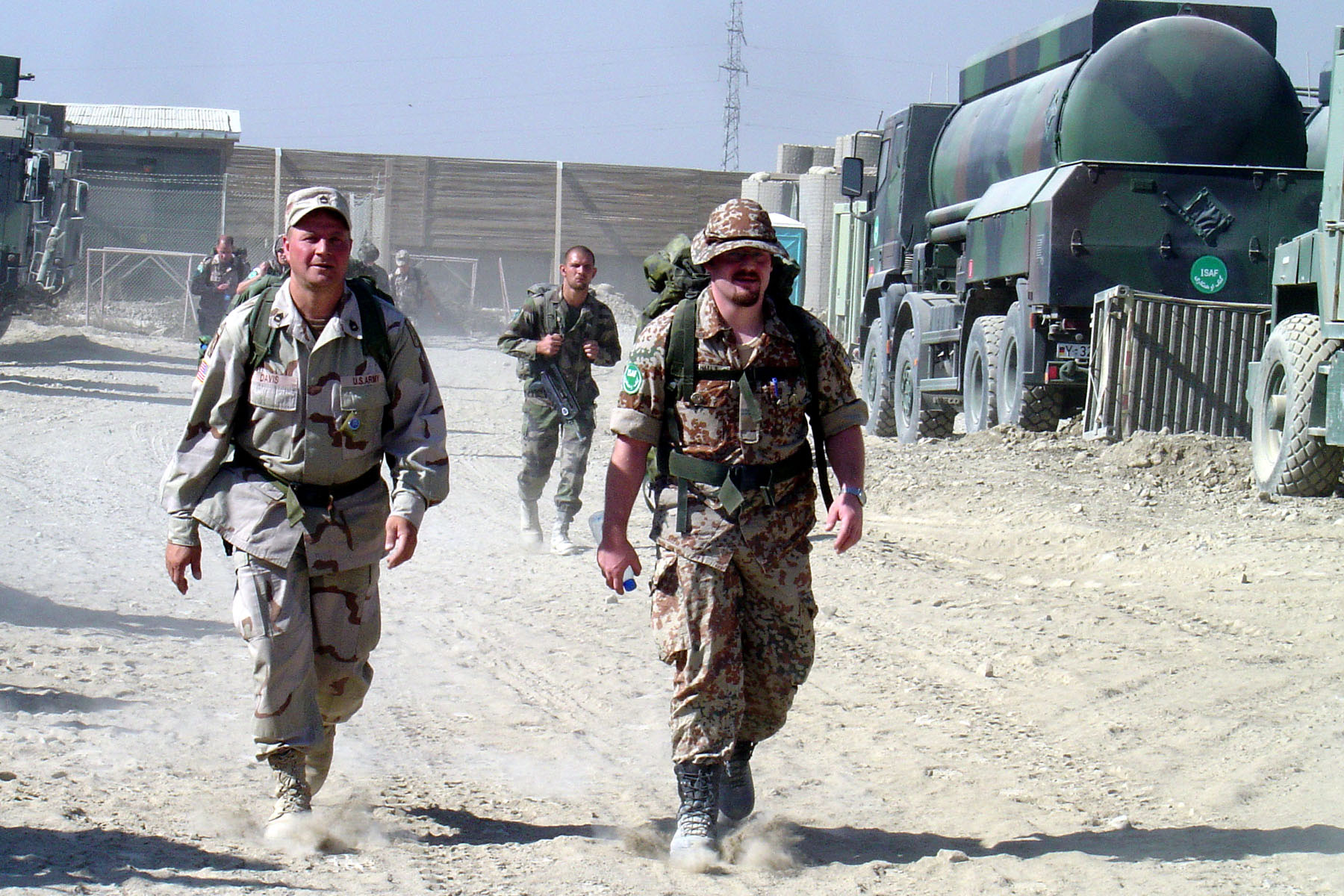
Camp Warehouse

Das Camp Warehouse war eine Militärbasis, die sich rund zehn Kilometer östlich vom Zentrum der afghanischen Hauptstadt Kabul befand. Das Camp, das früher als Industrielager diente, wurde zum größten Teil von Soldaten der Bundeswehr aufgebaut.

## Sicherheitslage
Das Camp, das in einem überschaubaren Talkessel lag, wurde mehrfach Ziel von Raketenanschlägen und einem Selbstmordanschlag. Die meisten dieser Anschläge geschahen vor Weihnachten 2002.

## Namensgebung
Die Bezeichnung „Camp Warehouse“ ist vermutlich auf die anfangs improvisierte Atmosphäre zurückzuführen bzw. leitet sich davon ab, dass vor Etablierung des Armeecamps ein Großteil des Areals als industrielles Lager genutzt wurde. Zu Beginn des Einsatzes mussten die Soldaten etwa fast ausschließlich in Zelten schlafen. Bei Dienstbüros waren abgeklebte Fenster anfangs gang und gäbe. Die Lage hatte sich später verbessert.

## Führung
Die Bundeswehr hat am 1. Juni 2006 das Kommando über die im gesamten Norden Afghanistans übernommen. Der Schwerpunkt des deutschen Einsatzes wurde dafür von Kabul ins nordafghanische Masar-e Scharif verlegt, wo die Bundeswehr ihr größtes Feldlager außerhalb Deutschlands, Camp Marmal, aufbaute. Camp Warehouse wurde am 15. Juli 2006 an Frankreich übergeben.

## Denkmal
Innerhalb des Camps gab es ein Gefallenendenkmal. Die Ziegelsteinmauer mit Gedenktafeln erinnerte an die gefallenen Soldaten der ISAF-Truppe aller im Camp stationierten Nationen sowie der gefallenen deutschen Polizisten. Es handelte sich um eines der ersten Gefallenendenkmäler deutscher ISAF-Truppen. Vor dem Truppenabzug der NATO 2021 wurde das Denkmal demontiert und im Wald der Erinnerung wiedererrichtet.